# نيتسكاي
بوريس دينين (Boris deanen)من مواليد 22 مارس 1989 . يعرف أكثر باسم نيتسكاي (Netsky) هو دي جي و موسيقي و منتج أسطوانات بلجيكي مصنف في المركز 85 عالميا سنة 2016 ضمن تصنيف الدي جي حول العالم والتي تصدره مجلة دي جي سنويا .

## روابط خارجية
- نيتسكاي على موقع ميوزك برينز (الإنجليزية)
- نيتسكاي على موقع أول ميوزيك (الإنجليزية)
- نيتسكاي على موقع ديسكوغز (الإنجليزية)
- نيتسكاي على موقع ديسكوغز (الإنجليزية)